# Arius latiscutatus
Arius latiscutatus és una espècie de peix de la família dels àrids i de l'ordre dels siluriformes.

## Morfologia
Els mascles poden assolir els 70 cm de llargària total.

## Distribució geogràfica
Es troba des de Dakar (Senegal) fins a Angola. També ha estat observat a Fernando Poo, a Gàmbia i al curs inferior del riu Níger.